# Helicinae
Sous-famille
Les Helicinae sont une sous-famille de mollusques gastéropodes de la famille des Helicidae.

## Historique et dénomination
Elle a été décrite par le zoologiste américain Constantine Samuel Rafinesque en 1815.  

## Taxinomie
Cette sous-famille se décompose en 3 tribus
- Helicini

Allognathus
Assyriella
Cantareus Risso, 1826
Cepaea Held, 1838
Codringtonia
Cornu Born, 1778
Eobania P. Hesse, 1913
Helix Linnaeus, 1758 - Genre type
Hemicycla
Iberus Montfort, 1810
Idiomela T. Cockerell, 1921
Lampadia
Leptaxis
Levantina
Otala Schumacher, 1817
Pseudotachea
Tyrrhenaria
- Murellini Hesse, 1918

Macularia
Marmorana W. Hartmann, 1844
Tacheocampylaea
Tyrrheniberus
- Thebini